# Dou Wei
Dou Wei (chino tradicional: 窦唯; chino: 窦唯, pinyin: Wei Dou, Pekín, 14 de octubre de 1969) es un cantante, músico, compositor y productor musical chino.

## Carrera
Dou Wei es un multinstrumentista y productor de varios géneros musicales. Su primer álbum, Dark Dreams, muestra las influencias de Occidente, The Cure y Bauhaus y se convirtió en un punto fijo del rock chino hasta alcanzar nuevos éxtos de gran popularidad. Este álbum fue seguido por días soleados, donde Dou Wei ha explorado nuevas fronteras de la música electrónica, ambient, folk y post rock. Desde entonces, la música de Dou Wei se hizo más improvisada con el tiempo, también ha comenzado a colaborar con muchos otros artistas, formando un grupo indefinido.

## Discografía
Álbum en solitario
- 1995 Sunny Days (艳阳天)
- 1998 Mountain River (山河水)
- 2004 Eight Fragments (八段锦) (recorded between 1995 and 2003)

Álbumes con Bandas
- 1991 Hei Bao (Panther,黑豹)  with Black Panther
- 1994 Dark Dreams (黑梦)  with Dreaming
- 1999 Acousma (幻听)  E Band
- 2000 Rainy Murmur (雨吁)  E Band (demo)
- 2002 Gloriette by Water (水亭)  Mu Liang Wen Wang
- 2003 One Stone, Two Birds (壹举·两得)  with Indefinite (不一定) (recorded in 2001)
- 2003 Mu Liang Wen Wang (暮良文王)  Mu Liang Wen Wang
- 2004 The Story Between the Mirror and Flowers (镜花缘记)  with FM3 (Zhang Jian + Christaan Virant)
- 2004 Three States, Four Scores (三国·四记)  with Indefinite (不一定)
- 2004 Wuque Liuyan (五鹊·六雁)  with Indefinite (不一定)
- 2004 Live On (相相生)  Mu Liang Wen Wang (recorded in 2002)
- 2004 Qiguo Shengdan (期过圣诞)  with Indefinite (不一定) (live at Shenzhen, recorded in 2001)
- 2005 Shan Dou Ji Shi Ye (山豆几石页)  Mu Liang Wen Wang
- 2005 Ji Ran Pin Qi Guo (祭然品气国)  Mu Liang Wen Wang
- 2005 Ba He (八和)  with Indefinite (不一定)
- 2005 Jiu Sheng (九生)  with Indefinite (不一定)
- 2006 Shui Xian Hou Gu Qing Feng Yue (水先后古清风乐)  with Indefinite (不一定) (live at ARK Bar, Shanghai, recorded in 2005)
- 2006 Pilgrimage to the East (东游记) (recorded in 2005)
- 2006 Rainy Murmur (雨吁) with  E Band (recorded in 2000)
- 2006 Hou Guan Yin (后观音) with  FM3 (Zhang Jian + Christaan Virant)
- 2007 Ah Song Zhu Ah Ji (松阿珠阿吉) with Indefinite (不一定)
- 2007 35651 (35651) with Indefinite (不一定)
- 2007 Zorro in China (佐罗在中国) with Indefinite (不一定)
- 2008 Wu Yin Huan Yue (五音环乐) with Indefinite (不一定) and Inequable (不一样)

Copilacionmes
- 1995 track Lord (主) Various Artists Chinese Fire II (中国火II)
- 1997 track Gracious Trill (婉啼) Various Artists Farewell Zhang Ju (再见张炬)
- 1999 track The Grand Joss House (大庙): Various Artists Chinese Fire III (中国火III)

Cooperaciones
- 1994 composer & co-arrange for Faye Wong's "Vow" (誓言)
- 1994 arrange for "Di-Dar"
- 1994 arrange for "Please Myself" (讨好自己)
- 1996 producer & song-arrange for ("Fickleness" 浮躁)
- 1998 arrange for "Kid" (童)
- 2001 producer, composer & arrange for "Lamp Whisper Demo" (灯语demo)

Otros Álbumes
Dou Wei & Dreaming: guest featuring in the movie "Beijing Bastard" (北京杂种)
- 1999 OST: "My Favourite Snowy Days" (我最中意的雪天)
- 2001 OST: "Dazzling" (花眼)
- 2001 OST: "Seeking the Gun" (寻枪)
- 2001 Musical Drama "Story Between the Mirror and Flowers" (镜·花·缘)
- 2001 composer for the TV documentary: "Huang Xing, a prominent figure during Chinese Revolution of 1911" (百年任务·黄兴)
- 2001 Dou Wei & the Not Sure Yet: master & improvisational performance for "The Transparent Box" (透明的盒子)
- 2002 "Rekindled Story Between the Mirror and Flowers" (再续镜·花·缘)